# Hồ Biwa
Hồ Biwa (Nhật: 琵琶湖 (Tỳ Bà hồ) Hepburn: Biwa-ko) là hồ nước ngọt lớn nhất của Nhật Bản, nằm ở tỉnh Shiga (phía tây trung tâm Honshū), phía đông bắc cố đô Kyoto. Do địa hình nằm gần thủ đô cũ của Nhật Bản, hồ Biwa thường xuyên xuất hiện trong văn học Nhật Bản, đặc biệt là trong thơ hay các tác phẩm quân ký.

## Tên gọi
Tên gọi Biwako được thiết lập trong thời kỳ Edo. Có nhiều lý thuyết khác nhau về nguồn gốc của cái tên Biwako, nhưng lý do thường được cho là vì sự giống nhau về hình dạng của nó đối với một nhạc cụ gọi là đàn tỳ bà Nhật. Kōsō, một tăng nhân có học thức của Enryaku-ji vào thế kỷ 14, đã đưa ra manh mối về nguồn gốc tên gọi Biwako trong ghi chép của mình: "Hồ này là Tịnh độ của nữ thần Benzaiten, vì bà sống trên đảo Chikubu và hình dạng của hồ tương tự như biwa, nhạc cụ ưa thích của bà."
Hồ này trước đây được biết đến với tên gọi là Awaumi (淡海 "biển ngọt") hoặc Chikatsu Awaumi (近淡海 "biển ngọt gần kinh đô"). Sau này, cách phát âm của Awaumi thay đổi thành từ Ōmi hiện đại thành tên của tỉnh Ōmi. Hồ còn được gọi là Nio no Umi (鳰の海, "Hồ Chim le") trong văn học.

## Diện tích và sử dụng
Diện tích của hồ này vào khoảng 670 km². Các con sông nhỏ chảy từ các ngọn núi xung quanh vào hồ Biwa, và cửa chính của nó là Sông Seta, sau này trở thành sông Uji, hợp lưu với sông Katsura và Kizu để trở thành Sông Yodo và chảy ra biển nội địa Seto ở Vịnh Osaka.
Nó phục vụ như một hồ chứa cho các thành phố Kyoto và Ōtsu và là một nguồn tài nguyên có giá trị cho các ngành công nghiệp dệt may gần đó. Nó cung cấp nước uống cho khoảng 15 triệu người ở vùng Kansai. Hồ Biwa là nơi sinh sản của cá nước ngọt, bao gồm cá hồi chấm, và là nơi thuận lợi cho ngành nuôi cấy ngọc trai.
Kênh đào Hồ Biwa, được xây dựng vào cuối thập niên 1890 và sau đó được mở rộng trong thời kỳ Taishō, đóng một vai trò quan trọng trong đời sống công nghiệp của Kyoto, sau một sự suy giảm mãnh liệt sau khi chuyển dời thủ đô về Tokyo.
Hồ Biwa là nơi có nhiều bãi biển nổi tiếng dọc theo bờ biển phía tây bắc, đặc biệt, ví dụ như bãi biển Shiga và Omi-Maiko. Vườn bách thảo dưới nước Mizunomori và Bảo tàng Hồ Biwa ở Kusatsu cũng rất đáng quan tâm.
Cuộc thi chạy marathon quanh hồ Biwa được tổ chức ở Otsu, thành phố ở vùng phía nam của hồ, diễn ra hàng năm kể từ năm 1962.

## Ảnh

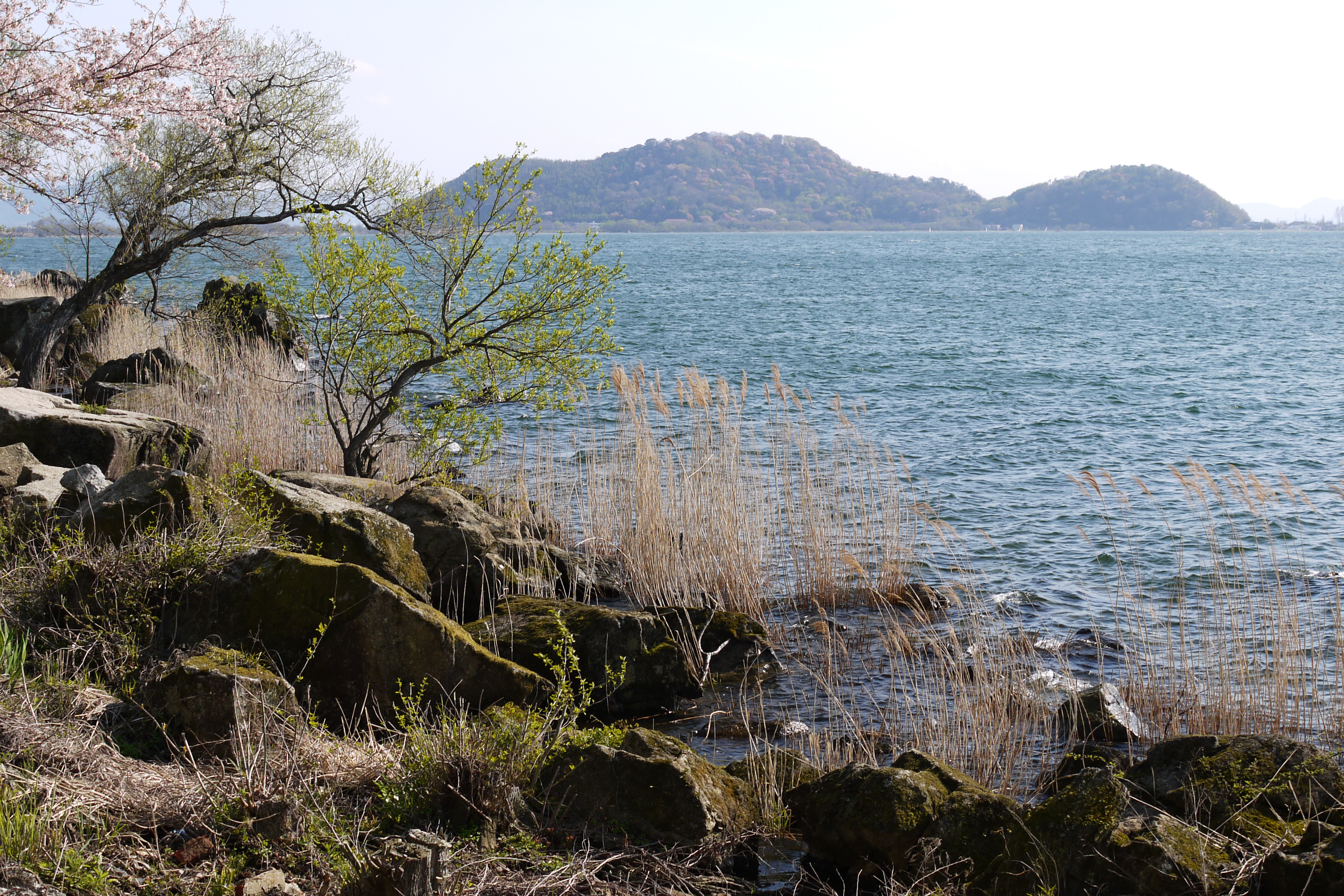
Hồ Biwa ở Chomeiji-cho, Ōmihachiman
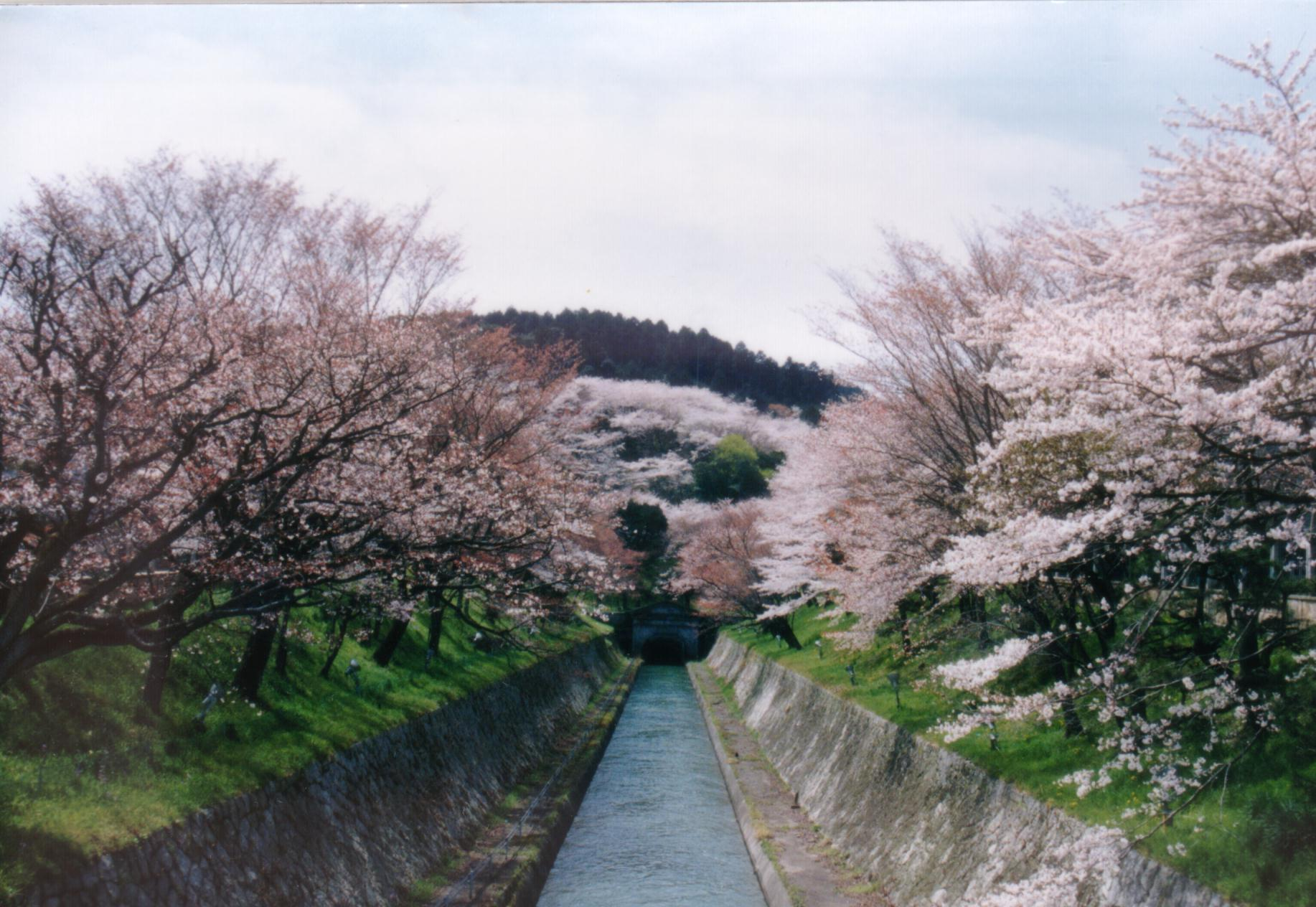
Lake Biwa Canal
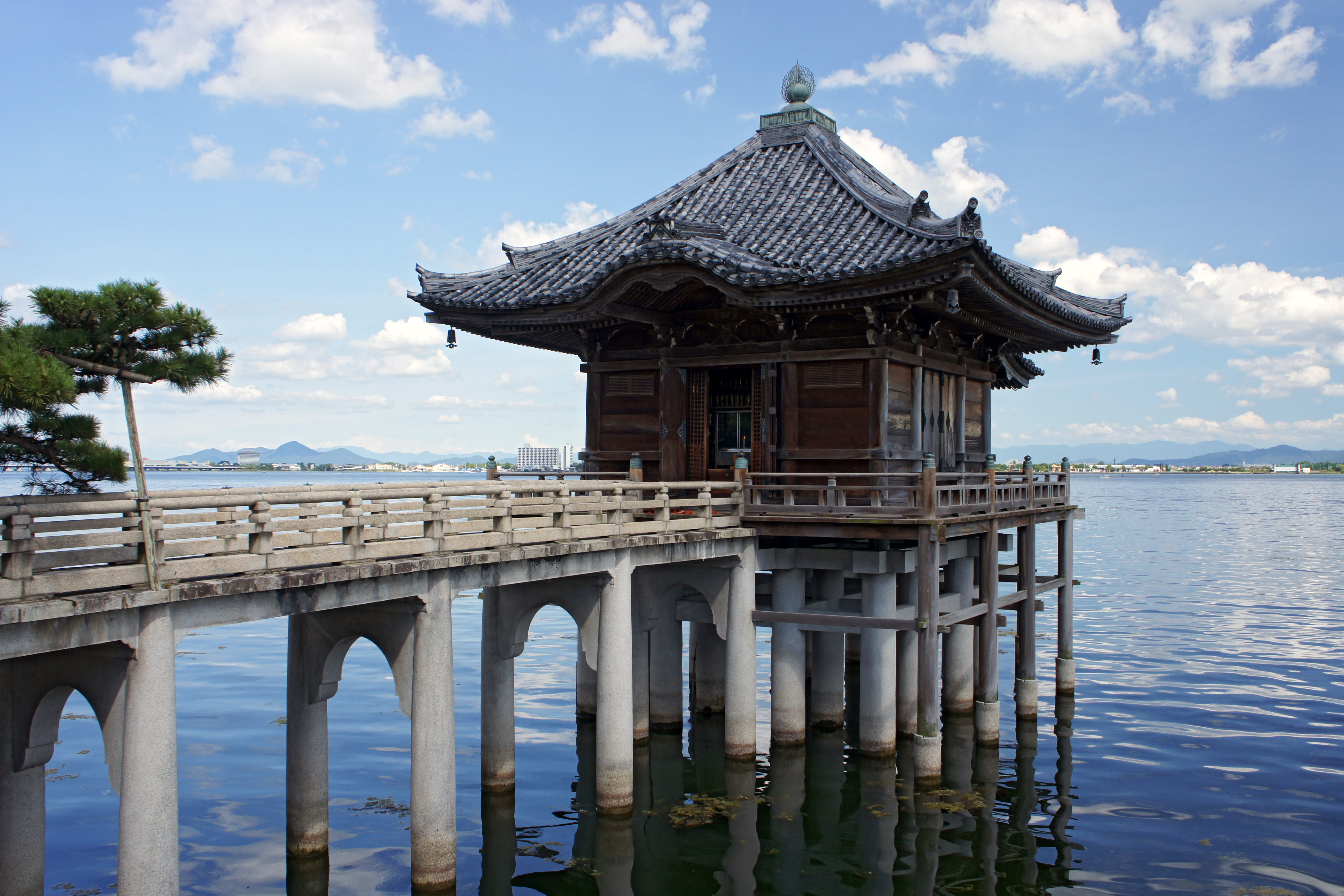
Đền Mangetsu-ji, one of the Eight Views of Omi
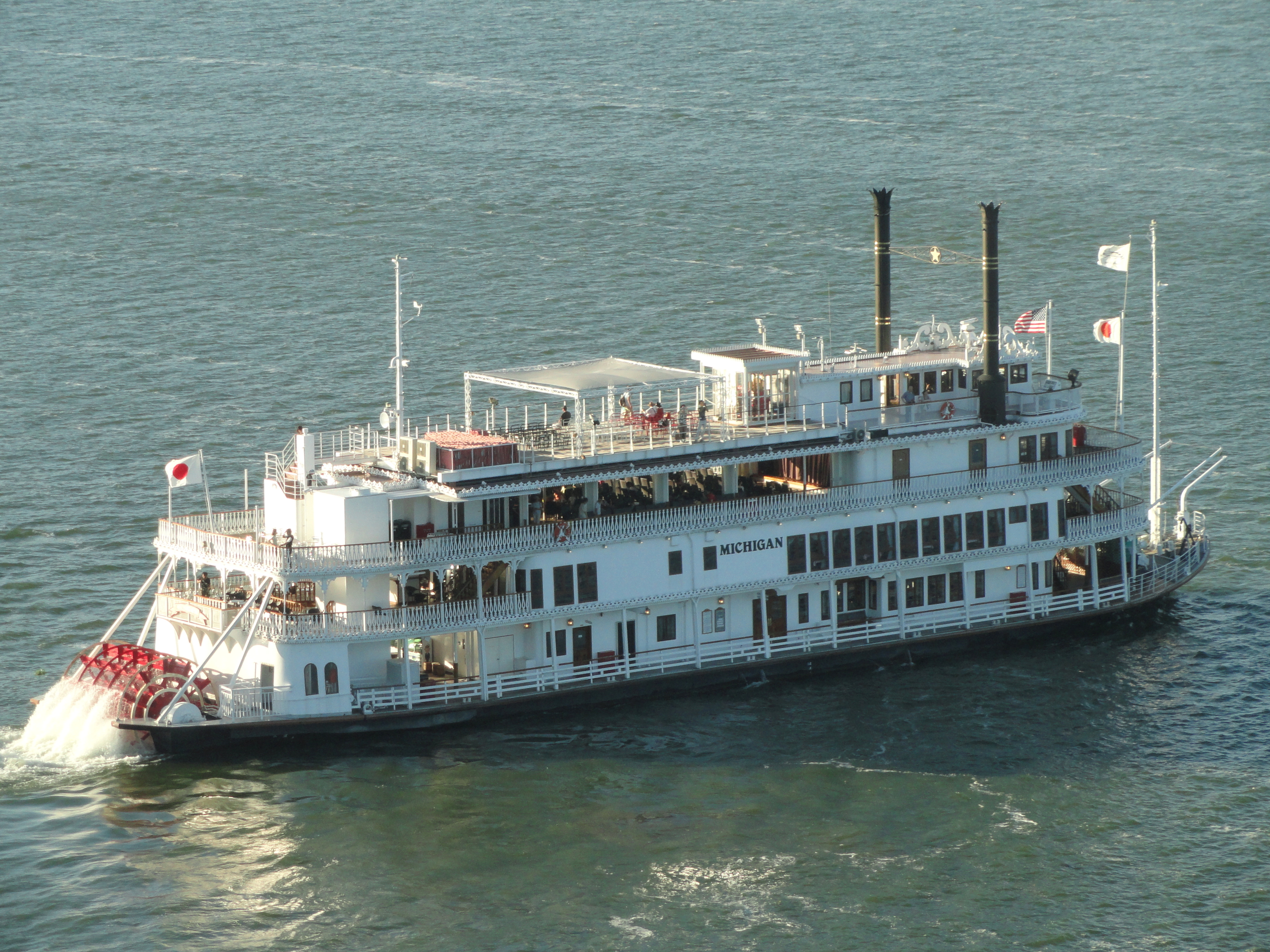
A pleasure boat from the Otsu port
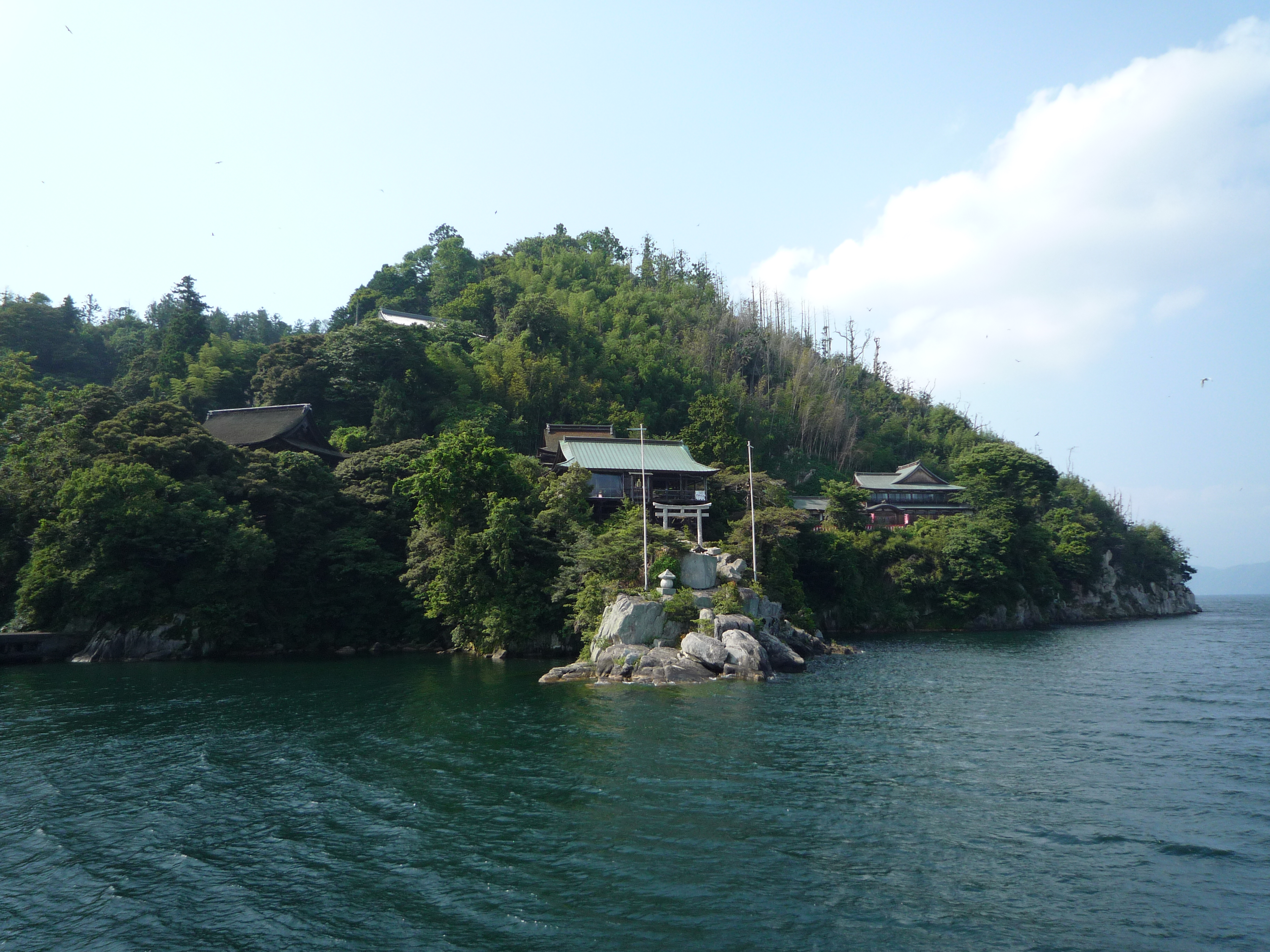
Chikubu Island